# Terra Wortmann Open 2024
Terra Wortmann Open 2024 byl tenisový turnaj na mužském profesionálním okruhu ATP Tour hraný v areálu arény OWL. Třicátý první ročník Halle Open probíhal mezi 17. a 23. červnem 2024 v severoněmeckém Halle na travnatých dvorcích. Generálním partnerem se potřetí stal výrobce počítačů Terra Wortmann se sídlem v Hüllhorstu.
Turnaj dotovaný 2 411 390 eury patřil do kategorie ATP Tour 500. Nejvýše nasazeným singlistou se stala italská světová jednička Jannik Sinner. Jako poslední přímý účastník do hlavní soutěže nastoupil 56. hráč žebříčku Flavio Cobolli z Itálie. V důsledku invaze Ruska na Ukrajinu na konci února 2022 řídící organizace tenisu ATP, WTA a ITF s grandslamy rozhodly, že ruští a běloruští tenisté mohli dále na okruzích startovat, ale do odvolání nikoli pod vlajkami Ruska a Běloruska.
Čtrnáctý singlový titul na okruhu ATP Tour, první na trávě, vybojoval 22letý Ital Jannik Sinner, jenž zkompletoval trofeje na všech třech površích okruhu. Čtyřhru ovládli jeho krajané Simone Bolelli s Andreou Vavassorim, kteří získali druhý společný titul. Všichni se tak v Halle stali prvními italskými šampiony.

## Rozdělení bodů a finančních odměn

### Rozdělení bodů
| Soutěž  | Soutěž | vítězové | finalisté | semifinalisté | čtvrtfinalisté | 16 v kole | 32 v kole | Q  | Q2 | Q1 |
| ------- | ------ | -------- | --------- | ------------- | -------------- | --------- | --------- | -- | -- | -- |
| dvouhra | [ 2 ]  | 500      | 330       | 200           | 100            | 25        | 0         | 25 | 13 | 0  |
| čtyřhra | [ 6 ]  | 500      | 300       | 180           | 90             | —         | —         | 45 | 25 | 0  |

### Finanční odměny
| Soutěž                              | Soutěž      | vítězové  | finalisté | semifinalisté | čtvrtfinalisté | 16 v kole | 32 v kole | Q2      | Q1      |
| ----------------------------------- | ----------- | --------- | --------- | ------------- | -------------- | --------- | --------- | ------- | ------- |
| dvouhra                             | [ 2 ] [ 7 ] | 421 790 € | 226 945 € | 120 960 €     | 61 800 €       | 32 990 €  | 17 595 €  | 9 015 € | 5 060 € |
| čtyřhra                             | [ 6 ]       | 138 550 € | 73 900 €  | 37 390 €      | 18 690 €       | 9 680 €   | —         | —       | —       |
| částka ve čtyřhře je uvedena na pár |             |           |           |               |                |           |           |         |         |

## Dvouhra

### Nasazení hráčů
| Země                           | Hráč                  | ATP | Nasazení |
| ------------------------------ | --------------------- | --- | -------- |
| Itálie                         | Jannik Sinner         | 1.  | 1.       |
| Německo                        | Alexander Zverev      | 4.  | 2.       |
|                                | Daniil Medveděv       | 5.  | 3.       |
|                                | Andrej Rubljov        | 6.  | 4.       |
| Polsko                         | Hubert Hurkacz        | 8.  | 5.       |
| Řecko                          | Stefanos Tsitsipas    | 11. | 6.       |
| Kazachstán                     | Alexandr Bublik       | 17. | 7.       |
| Kanada                         | Félix Auger-Aliassime | 18. | 8.       |
| Žebříček ATP k 10. červnu 2024 |                       |     |          |

### Jiné formy účasti na turnaji
Následující hráči obdrželi divokou kartu do hlavní soutěže:
- Dominik Koepfer
- Henri Squire
- João Fonseca

Následující hráč obdržel zvláštní výjimku:
- Matteo Berrettini

Následující hráči postoupili z kvalifikace:
- James Duckworth
- Alex Michelsen
- Oscar Otte
- Max Purcell

### Odhlášení
před zahájením turnaje
- Kei Nišikori → nahradil jej  Miomir Kecmanović

## Čtyřhra

### Nasazení párů
| Země                                                                       | Hráč              | Země    | Hráč             | ATP | Nasazení |
| -------------------------------------------------------------------------- | ----------------- | ------- | ---------------- | --- | -------- |
| Itálie                                                                     | Simone Bolelli    | Itálie  | Andrea Vavassori | 21. | 1.       |
| Německo                                                                    | Kevin Krawietz    | Německo | Tim Pütz         | 34. | 2.       |
| USA                                                                        | Nathaniel Lammons | USA     | Jackson Withrow  | 44. | 3.       |
| Monako                                                                     | Hugo Nys          | Polsko  | Jan Zieliński    | 55. | 4.       |
| Žebříček ATP k 10. červnu 2024; číslo je součtem umístění obou členů páru. |                   |         |                  |     |          |

### Jiné formy účasti
Následující páry obdržely divokou kartu do hlavní soutěže:
- Constantin Frantzen /  Hendrik Jebens
- Yannick Hanfmann /  Dominik Koepfer

Následující pár postoupil z kvalifikace:
- Juki Bhambri /  Albano Olivetti

Následující pár postoupil z kvalifikace jako šťastný poražený:
- Pedro Martínez /  Oleksandr Nedověsov

### Odhlášení
před začátkem turnaje
- Tallon Griekspoor /  Jan-Lennard Struff → nahradili je  Pedro Martínez /  Oleksandr Nedověsov

## Přehled finále

### Mužská dvouhra
- Jannik Sinner vs.  Hubert Hurkacz, 7–6(10–8), 7–6(7–2)

### Mužská čtyřhra
- Simone Bolelli /  Andrea Vavassori vs.  Kevin Krawietz /  Tim Pütz, 7–6(7–3), 7–6(7–5)